# Obszar ochrony ścisłej Kaliszki
Kaliszki – obszar ochrony ścisłej położony w północno-wschodniej części Kampinoskiego Parku Narodowego. Został utworzony w 1977 roku, ma powierzchnię 105,82 ha. Leży kilkaset metrów na południe od zabudowań wsi Kaliszki. Wzdłuż jego granicy przebiega  Kampinoski Szlak Rowerowy (obszar znajduje się na jego 127 kilometrze), natomiast sam teren nie jest udostępniony dla zwiedzających.
Obszar ochrony ścisłej obejmuje „malownicze drzewostany sosnowe w wieku do 150 lat, bory mieszane świeże i wilgotne z fragmentami olsów i turzycowisk w zagłębieniach międzywydmowych”. Znajduje się tu stanowisko kosaćca syberyjskiego, a wśród zwierząt występują łosie, dziki, sarny, a także bociany czarne, mające tu miejsca lęgowe.